# Göttinger Knabenchor
Der Göttinger Knabenchor, gegründet 1962, ist ein gemischter Knabenchor (SATB) in der Tradition der großen sächsischen Knabenchöre. Der Chor besteht heute, inklusive der Vorchöre, aus ca. 120 Sängern im Alter von 6 bis 21 Jahren. Als konfessionell ungebundener, städtischer Chor wird er seit 2003 von dem Musikpädagogen Michael Krause geleitet.

## Geschichte

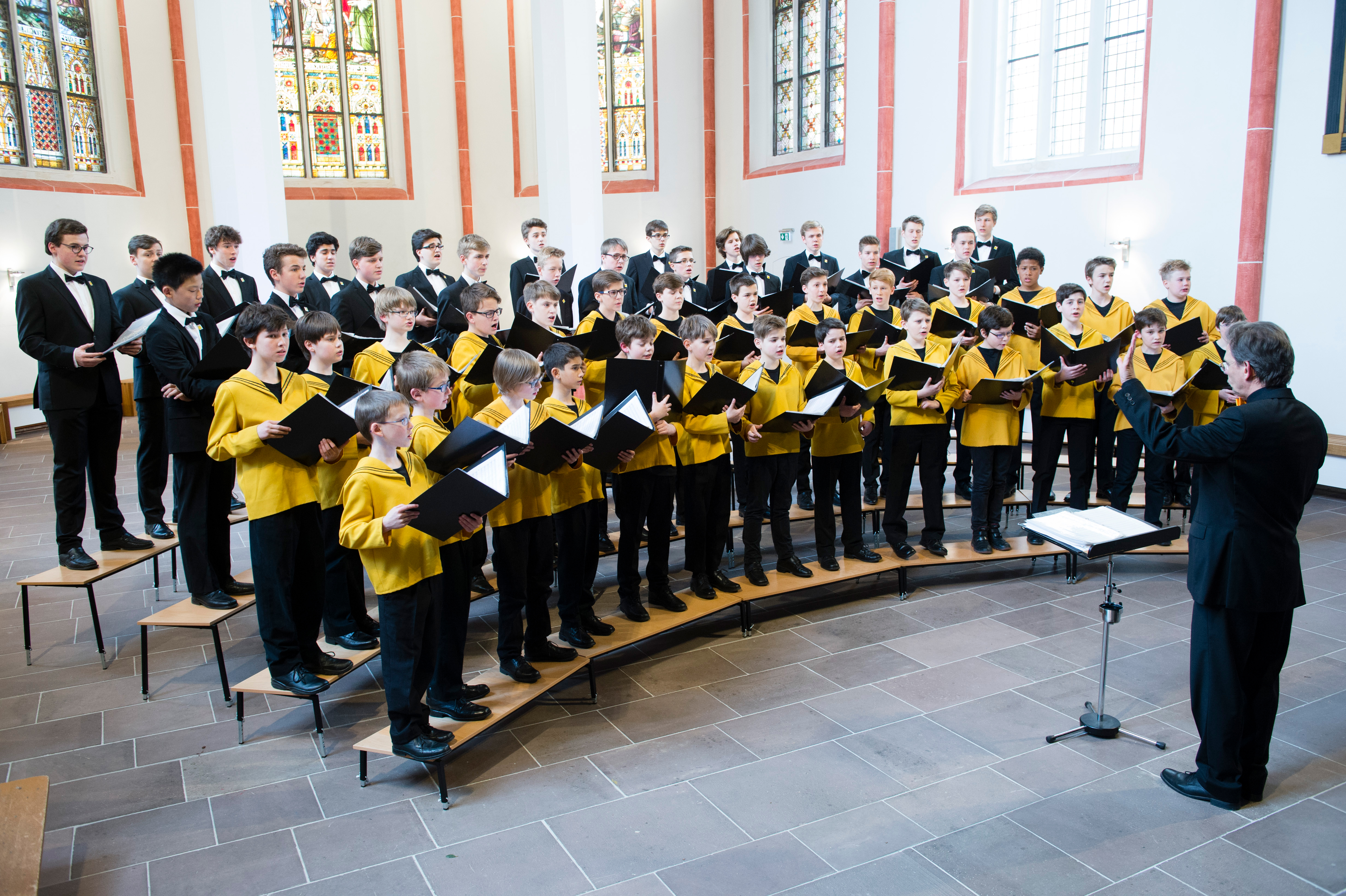
Der Göttinger Knabenchor 2016 in St. Johannis, Göttingen.

Der Göttinger Knabenchor ging 1962 aus dem Schulchor einer Oberschule für Jungen, dem heutigen Felix-Klein-Gymnasium Göttingen, hervor. Unter seinem Gründer Franz Herzog, Schüler des Dresdner Kreuzkantors Rudolf Mauersberger, machte sich der Göttinger Knabenchor über die Grenzen Göttingens hinaus einen Namen. Zwei Jahre nach seiner Gründung spielte der Chor Rundfunkaufnahmen für den Norddeutschen Rundfunk und den Hessischen Rundfunk ein. Diverse Schallplattenaufnahmen und Fernsehauftritte u. a. bei ARD und ZDF folgten. 1967 begann der Chor seine andauernde Zusammenarbeit mit den Internationalen Händel-Festspielen Göttingen.
Nachdem Franz Herzog 1980 aus gesundheitlichen Gründen sein Amt aufgeben musste, übernahm Torsten Derlin (1981–1985), Musikpädagoge und ehemaliger Sänger des Chores, die Leitung des Göttinger Knabenchores, gefolgt von Domkantor Martin Heubach aus Bad Gandersheim (1985–1989) und Stefan Kaden (1989–2003), Kruzianer wie Franz Herzog. Seit 2003 ist Michael Krause, Diplom-Musikpädagoge, Oberstudienrat und Leiter des Musikzweiges am Otto-Hahn-Gymnasium Göttingen, künstlerischer Leiter des Göttinger Knabenchores. Neben der Erarbeitung der klassischen Chorliteratur für Knabenchöre hat Michael Krause in der Zeit seines Wirkens das Repertoire des Chores erweitert, u. a. um Werke zeitgenössischer Komponisten und Bearbeitungen von Popularmusik.

## Struktur

### Hauptchor
Im Hauptchor des Göttinger Knabenchors singen etwa 60 Knaben und junge Männer im Alter von 9 bis 21 Jahren aus verschiedenen Schulen Göttingens und Umgebung. Dabei übernehmen die Knabenstimmen die Sopran- und Altpartien und die Männerstimmen die Tenor- und Basspartien. Der Chor probt zwei- bis dreimal pro Woche in Stimm- und Gesamtproben. Dazu kommen monatlich ein ganzer Probentag, eine jährliche sechstägige Probenfreizeit, Konzerte und Konzertreisen, Chorbegegnungen sowie CD-Aufnahmen. Gruppen- und Einzelstimmbildung ergänzen die Probenarbeit.

### Nachwuchsarbeit
Für Kinder im Vorschulalter wurde mit den „Chorkrabben“ ein Angebot etabliert, das die Jungen schon früh an das Singen heranführt. Die Säule der Nachwuchsarbeit bilden die Frühförderungsgruppen an verschiedenen Göttinger Grundschulen für Jungen der ersten und zweiten Klasse. Mitarbeitende des Chores leiten dort Nachwuchs-Gruppen im Rahmen der schulischen Ganztags- bzw. Betreuungsangebote.
Sänger mit Vorerfahrung aus diesen Angeboten können in den beiden aufeinander aufbauenden Vorchören weitersingen, die aber auch Neueinsteigern offenstehen. Dort finden Einzelstimmbildung sowie erste Einführungen in musiktheoretische Grundlagen statt. Jedes Jahr nehmen über 100 Jungen aus Göttingen und Umgebung an den verschiedenen Nachwuchsprogrammen teil. Regelmäßige Auftritte in den Partnerschulen sowie am Schuljahresende mit allen Nachwuchschören bereiten die Sänger auf die Aufnahmeprüfung für den Hauptchor vor.

### Trägerschaft
Der Chor steht in der freien Trägerschaft eines gemeinnützigen Vereins (Göttinger Knabenchor e. V.). Er wird u. a. von der Stadt Göttingen und dem Landschaftsverband Südniedersachsen institutionell gefördert. Seit 2020 ist der Göttinger Knabenchor Teil der Initiative des Niedersächsischen Ministeriums für Wissenschaft und Kultur zur Förderung exzellenter Nachwuchschöre.

## Musikalisches Profil
Der Göttinger Knabenchor singt geistliche und weltliche Werke für unterschiedliche Besetzungen aus allen Epochen der Musikgeschichte. Besonderer Wert wird der A-Cappella-Chormusik beigemessen. Aber auch große chorsinfonische Werke kommen zur Aufführung, teilweise in Kooperation mit anderen Chören. In besonderer Weise pflegt der Göttinger Knabenchor das musikalische Erbe seines Chorgründers Franz Herzog, der u. a. zahlreiche geistliche Werke, Volksliedbearbeitungen und weltliche Chormusik für den Chor komponiert hat. Musikkritiker heben stets den klaren, strahlenden Klang des Chores hervor.

## Konzertreisen und Choraustausch
Seit seiner Gründung unternahm der Chor zahlreiche Konzertreisen, u. a. nach England, Frankreich, Schweden, Polen, in die Schweiz, die Niederlande, die USA, nach Südafrika und zuletzt nach Japan. Die Begegnungen mit dortigen Chören führten zu Gegenbesuchen. Beispielsweise entstand so trotz des Kalten Krieges während der 1970er-Jahre eine Chorfreundschaft mit den Posener Nachtigallen aus Polen. Weitere Kontakte werden u. a. mit den Cantores Minores Helsinki, dem Hiroshima Boys Choir und dem Dresdner Kreuzchor gepflegt. Eine besonders enge Verbindung unterhält der Chor mit den Chorknaben Uetersen sowie dem Wiesbadener Knabenchor. Weiterhin nimmt der Göttinger Knabenchor regelmäßig an internationalen Chorbegegnungen wie dem Eurotreff in Wolfenbüttel teil.

## Diskografie

### Schallplatten
- Franz Herzog: Musik zu Christian Morgensterns Palmström, Ltg. Franz Herzog, 1965
- Wer sich die Musik erkiest, geistliche und weltliche Chormusik, Ltg. Franz Herzog, 1966
- Freu’ dich Erd’ und Sternenzelt I, Ltg. Franz Herzog, 1966
- Romantische Chormusik, Ltg. Franz Herzog, 1967
- Freu’ dich Erd’ und Sternenzelt II, Ltg. Franz Herzog, 1969
- Händel, Der Messias, zusammen mit den Posener Nachtigallen, dem Südwestdeutschen Kammerorchester und namhaften Solisten, Ltg. Prof. Günther Weißenborn, 1973
- Geistliche Chormusik, Ltg. Franz Herzog, 1974
- Geistliche und Weltliche Chormusik, Ltg. Franz Herzog, 1977
- Weihnachtsmusik, Ltg. Franz Herzog, 1977
- Geistliche Chormusik, Ltg. Torsten Derlin und Olaf Harmsen, 1981

### CD-Produktionen
- Weihnachtsmusik, Ltg. Stefan Kaden, 1996
- 40 Jahre Göttinger Knabenchor, Ltg. Franz Herzog, Olaf Harmsen, Stefan Kaden, 2002
- Weihnachtsmusik, Ltg. Michael Krause, 2007
- Die Freude der Hirten über die Geburt Jesu, Ltg. Michael Krause, 2008
- Meine Seele erhebet den Herren, Ltg. Michael Krause, 2009
- Weihnachtsmusik, Ltg. Michael Krause, 2012
- Historische Aufnahmen (Auswahl alter Schallplattenaufnahmen), Ltg. Franz Herzog, 2012
- Bach Weihnachtsoratorium, zusammen mit dem OHG-Konzertchor, dem Göttinger Barockorchester und namhaften Solisten, Ltg. Michael Krause, 2013
- 100. Geburtstag Franz Herzog, Festkonzert und Festvortrag (Prof. Dr. M. Herrmann, Dresden), Ltg. Michael Krause, 2017